# Черниговский областной музыкально-драматический театр имени Т. Шевченко
Черниговский областной академический украинский музыкально-драматический театр имени Т. Г. Шевченко (укр. Чернігівський обласний академічний український музично-драматичний театр імені Т.Г. Шевченка) — областной музыкально-драматический театр в Чернигове (Украина). Один из старейших областных театров Украины: он был создан в 1920-е годы.

## История
Театр был основан в 1926 году путём реорганизации рабочего драматического кружка при Елизаветградском (сейчас Кропивницкий) машиностроительном заводе «Красная звезда» с привлечением профессиональных актёров. Среди них были Г. Ольшевская, А. Андриенко, В. Хмурый, О. Долинская, О. Рясная, Л. Заднипровский, Ф. Костенко, П. Царько и прочие. Они и были основателями театра. Этот рабоче-селянский передвижной драматический театр возглавлял известные в те времена актёр и режиссёр Л. Предславич. Театр открылся представлением «Наталка Полтавка» И. Котляревского.

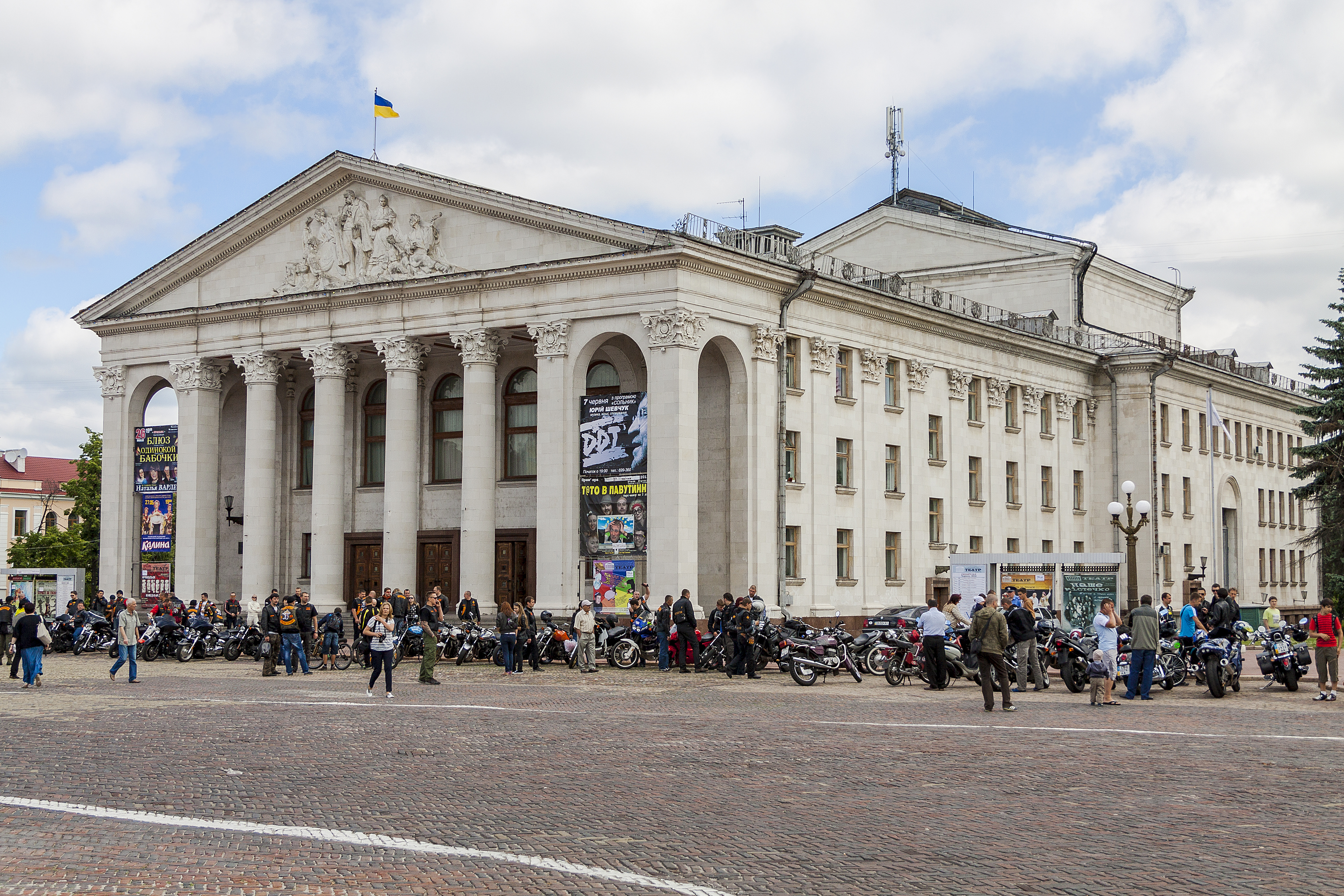
Общий вид

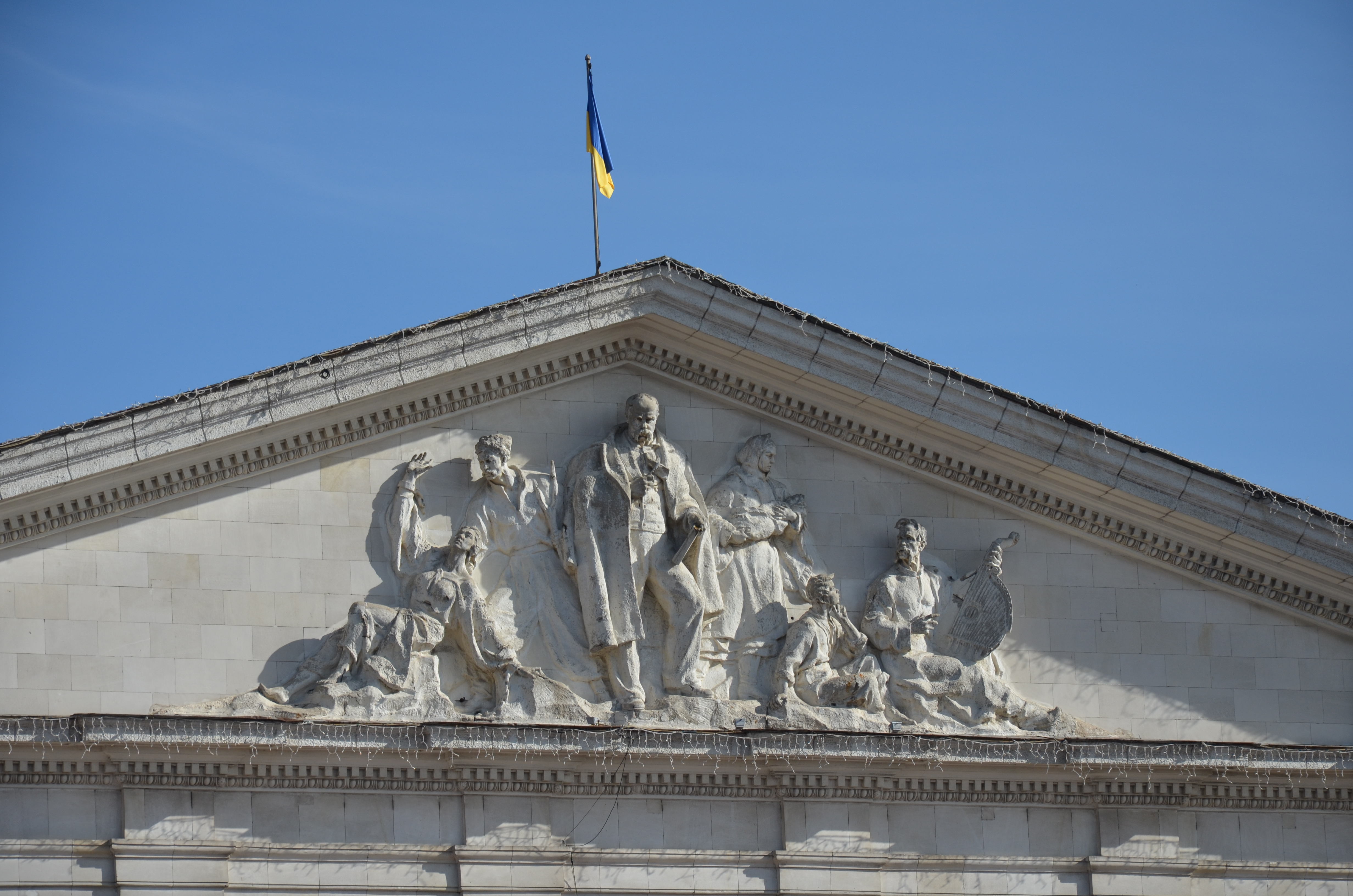
Фронтон

В 1933 году после гастролей коллектива театра по Казакской ССР нарком образования Украинской ССР отослал театр в полном составе в только что созданную (7 октября 1932 года) Черниговскую область. В начале 1934 года именно в Чернигове театр получил статус стационарного. Тут состоялись премьеры: «Фата Моргана» М. Коцюбинского, в марте — «Тарас Шевченко» Ю. Костюка в постановке Г. Воловика. В 1941 году коллектив театра гастролировал в Орле.
В связи с началом Великой Отечественной войны коллектив был реорганизован в три концертные бригады, которые пошли на фронт. Те актёры, что не пошли на фронт, — В. Хмурый, В. Коновалов, Д. Исенко, — вернулись в Чернигов и создали свой Театр Лесограда (укр. Театр Лісограда).
После окончания войны труппа продолжила роботу в уцелевшем Елецком монастыре. Театр претерпевал упадок в связи с нехваткой театрального реманента и актёров. В 1943—1953 годах коллективом руководил заслуженный артист УССР Д. М. Котевич, в 1953—1960 годах — заслуженный артист Казахской ССР Б. А. Лурье. В послевоенные годы в театре работали будущие заслуженные артисты УССР — М. Бабешенко, М. Розцвиталов, П. Губарев, И. Лиховид, В. Игнатенко.
5 ноября 1959 года спектаклем «Щорс» Ю. Дольд-Михайлика осуществилось открытие нового театрального сезона в нововозведённом здании Черниговского областного театра. В 1960—1965 годах театром управляли соответственно М. Бондаренко, М. Вильяминов, П. Морозенко, в 1965—1983 годах главным режиссёром был заслуженный артист Украинской ССР В. Рудницкий. 9 марта 1961 года состоялась премьера оперы М. Аркаса Катерина по одноимённой поэме Т. Шевченко, дирижёр В. Витковский, режиссёр О. Сапсай. В 1987—1998 годах директором театра была заслуженный работник культуры Украины Е. П. Латыш. А художественное руководство в 1984—2003 годах осуществлялось народным артистом Украины и СССР В. Г. Грипичем. Режиссёром-постановщиком театра в 1995—2002 годах был А. Р. Бакиров, в 2000—2007 годах — С. И. Кузык, также на этой должности работает Н. А. Карасёв (с 2003 года, а с 2006 года и главным режиссёром). В 1999—2000 годах театром руководил директор В. Гаврилюк. В 2001—2002 годах директором театра был С. П. Мироненко в период его руководства театру был присвоен статус академического. С 2003 по 2009 года генеральным директором театра был заслуженный артист Украины И. О. Семененко, а с 2009 по 2015 — С. Лынник.
По состоянию на 2023 год директором театра является Сергей Мойсиенко, художественным руководителем и главным режиссёром — заслуженный артист Украины Андрей Бакиров, профессиональным оркестром руководит дирижёр Алексей Рощак, 6 парами балета — балетмейстер Ольга Шпаковская.

## Вторжение России на Украину (2022)

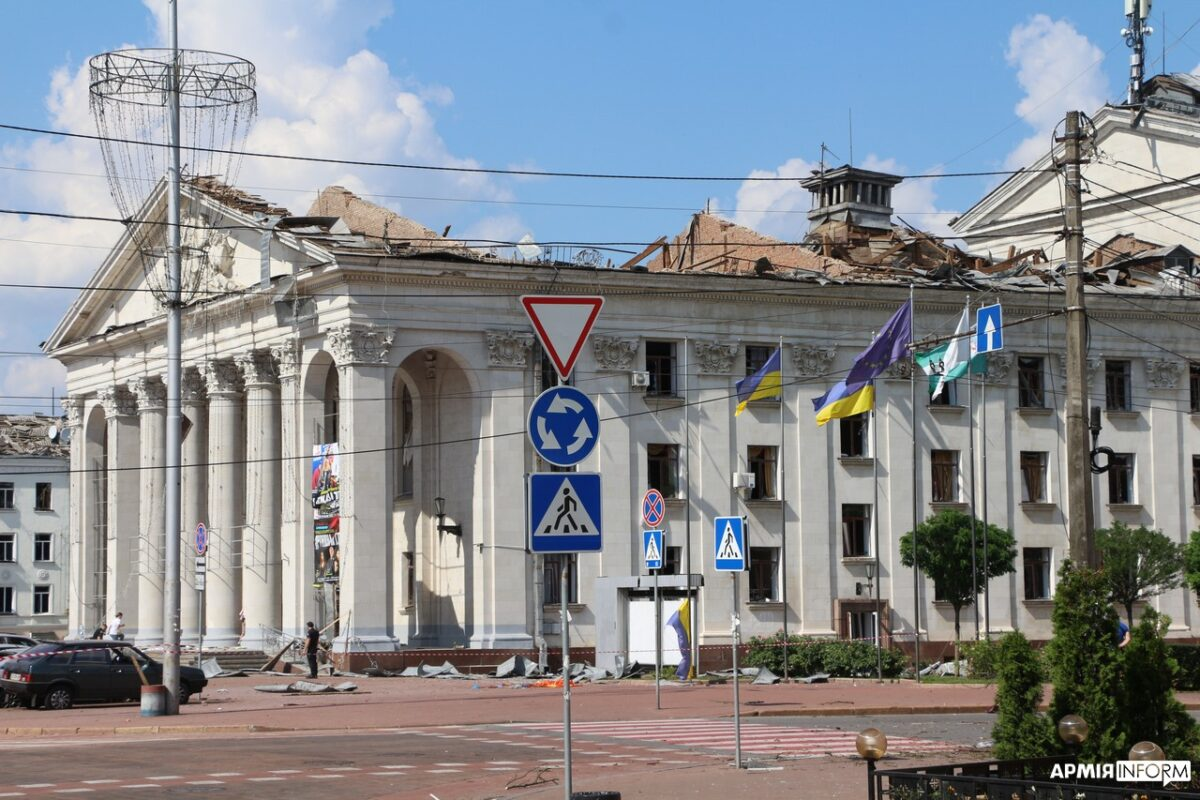
Здание с разрушенной ракетным ударом крышей

Здание театра было серьёзно повреждено ударом российской ракеты 19 августа 2023 года, когда там проходила выставка производителей дронов. Была разрушена крыша, начался пожар. 7 человек (в том числе ребёнок) погибли, 148 (в том числе 15 детей) пострадали.